# Give Me a Sailor
Pour plus de détails, voir Fiche technique et Distribution.
Give Me a Sailor est un film américain en noir et blanc réalisé par Elliott Nugent, sorti en 1938.

## Fiche technique
- Titre français : Give Me a Sailor
- Réalisation : Elliott Nugent
- Scénario : Frank Butler et Doris Anderson d'après la pièce d'Anne Nichols
- Costumes : Edith Head
- Photographie : Victor Milner
- Montage : William Shea
- Société de production : Paramount Pictures
- Pays de production : États-Unis
- Format : noir et blanc - 1,37:1 - Mono
- Genre : comédie musicale
- Date de sortie : 
  - États-Unis : 19 août 1938

## Distribution
- Martha Raye : Letty Larkin
- Bob Hope : Jim Brewster
- Betty Grable : Nancy Larkin
- Jack Whiting : Walter Brewster
- Clarence Kolb : capitaine Tallant
- J.C. Nugent : M. Larkin
- Bonnie Jean Churchill : Ethel May Brewster
- Nana Bryant : Mme Minnie Brewster